# Лікарні (сервіс)
Лікарні або Likarni — український сервіс безкоштовного запису пацієнтів до приватних клінік, лікарів та діагностичних центрів України. Сайт надає актуальну інформацію про приватні медустанови та перелік медпослуг, а також дозволяє оцінити лікарів та медичні заклади. Станом на грудень 2020 до сервісу було підключено 2050 медичних установ та 10500 лікарів.

## Історія
Сервіс був заснований Кирилом та Артемом Кравченками 19 жовтня 2015 року. Першими містами роботи онлайн-сервісу Likarni став Київ та Харків.
У жовтні 2016 року сервіс розпочав роботу у Запоріжжі та Одесі.
У листопаді 2016 року була впроваджена партнерська програма для сайтів медичної спрямованості і вебмайстрів.
У грудні 2016 року сервіс Лікарні розпочав співпрацю з ГО «Батьки за вакцинацію».
У квітні 2017 року Лікарні розпочав співпрацю з українським стартапом «Мобільна медсестра».
У червні 2017 року був запущений спеціалізований проєкт «Робота для лікарів», де представлені вакансії приватних клінік і резюме пошукачів.
У червні 2017 року сервіс розпочав роботу в усіх обласних центрах України.
У вересні 2020 Лікарні вийшов на ринок Нігерії, запустивши аналогічний сервіс під назвою Jimeds.ng. Український сервіс став першим подібним у Нігерії та другим в Африці.

## Інвестиції
Інвестором сервісу є інвестиційний німецький фонд — Admitad Aceventure GmBH.